# C. H. 다드
찰스 헤럴드 다드 (Charles Harold Dodd, 1884년 4월 7일 - 1973년 9월 21일)는 보통 C. H. 다드라고 부른다. 웨일스 출신의 회중교회 목회자이며, 신약학자이며 가장 영향력있는 프로테스탄트 신학자이다. 그는 실현된 종말론을 주장한 학자로 잘 알려져 있다. 실현된 종말론이란 예수께서 하나님의 나라를 언급한 것은 미래 종말 보다는 오히려 현재의 실재성을 의미한다고 믿는 것이다. 그는 아돌프 폰 하르나크, 루돌프 오토, 그리고 하이데거에게 큰 영향을 받았다. 하나님의 나라는 예수의 행동에서 이미(already) 시작되었고 용서하기 위한 하나님의 뜻이 계시되었다고 한다.

## 유명한 경귀
| “ | 부활신앙은 교회 안에서 생긴 막연한 믿음이 아니다. 막연히 예수님을 그리워 하는 사람들이 환상중에 예수님을 보고 만들어 낸 얘기가 아니다. 부활신앙은 교회를 존재 하게 하는 믿음이다. | ” |

## 같이 보기
- 실현된 종말론

## 작품
- The Meaning of Paul for Today (1920),
- The Gospel in the New Testament undated
- The Authority of the Bible (1928).
- The Leader (1930) booklet
- Epistle of Paul to the Romans (1932) Moffatt Commentary
- The Framework of the Gospel Narrative (1932).
- There and Back Again (1932).
- The Mind of Paul: A Psychological Approach (1933).
- The Bible and its Background (1935).
- The Bible and the Greeks (1935).
- The Parables of the Kingdom (1935).
- The Apostolic Preaching and its Developments: Three Lectures with an Eschatology and History (1936).
- The First Epistle of John and the Fourth Gospel (1937).
- History and the Gospel (1938).
- The Bible Today (1946).
- The Johannine Epistles (1946) Moffatt Commentary.
- About the Gospels (1950).
- The Coming of Christ: Four Broadcast Addresses for the Season of Advent (1951).
- Gospel and Law: The Relation of Faith and Ethics in Early Christianity (1951) Bampton Lectures at Columbia University.
- According to the Scriptures: The Substructure of New Testament Theology (1952).
- Christianity and the Reconciliation of the Nations (1952).
- Man In God's Design According to the New Testament (1953) with Panagiotis Bratsiotis, R. Bultmann, and Henri Clavier.
- The Interpretation of the Fourth Gospel (1953). Contents, pp. 2-46, back-cover description.
- New Testament Studies (1953).
- The Dialogue Form in the Gospels (1954/55).
- Benefits of His Passion (1956).
- How to Read the Gospels (1956).
- Triptych (1958).
- Historical Tradition in the Fourth Gospel (1963). Preface, Contents, pp. 1-44, back-cover descr.
- More New Testament Studies (1968).
- The Founder of Christianity (1970).

## 참고 문헌
- wan Rhys Jones, "C. H. Dodd and the Welsh Bible: A Fading Influence," The Expository Times, 119,8 (2008), 380-384.